# دیوان عالی دانمارک
دیوان عالی دانمارک (انگلیسی: Supreme Court) دیوان عالی و سومین و آخرین مرجع رسیدگی در تمام پرونده‌های مدنی و کیفری در پادشاهی دانمارک است. این دیوان در کاخ کریستینسبورگ واقع در کپنهاگ قرار دارد که محل فلکتین (پارلمان) و دفتر نخست‌وزیر نیز هست.
این دیوان در ۱۴ فوریه ۱۶۶۱ به دست فردریک سوم دانمارک به عنوان جانشین کریستیان چهارم دانمارک تأسیس شد.